# 일론 머스크
일론 리브 머스크(영어: Elon Reeve Musk, 1971년 6월 28일~)는 남아프리카 공화국 출신 미국의 기업인이다. 페이팔의 전신이 된 온라인 결제 서비스 회사 X.com, 민간 우주기업 스페이스X를 창립했고, 전기자동차 기업 테슬라의 회장이기도 하다.

## 어린 시절
일론 머스크는 어릴 적부터 다독가였다. 머스크의 비정한 아버지는 과장된 주장들도 있지만 부유한 편이었고 똑똑해서 자식들한테 경제적 지원은 물론 여러 과학기술을 전수하기도 했다. 머스크 역시 아버지와 비슷한 면모도 없지는 않다. 그의 아버지인 에롤 머스크는 뛰어난 엔지니어이자 부동산 개발업자이고 자유주의 의원이기도 하였으나 머스크의 경험과 주장에 의하면 극악인이었다. 그러나 아버지의 유산에 대해 거부감을 가진 머스크도 그의 실력을 인정할 수밖에 없었다. 머스크는 어렸을 적부터 책을 통해 스스로 배우는 것에 익숙했고, 10살(1981년) 때 코모도어 VIC-20라는 컴퓨터를 사용하면서 컴퓨팅에 관심을 갖게 되었다. 12살(1983년) 때 컴퓨터 프로그래밍을 스스로 익혀 블래스터(Blastar)라는 베이직 기반의 비디오 게임을 만들었다. 이 게임은 머스크가 공상 과학 소설에서 영감을 얻어 만든 가상공간 게임으로, PC와 사무 기술이라는 잡지 회사로부터 500달러를 받고 소스코드를 공개하기도 했다. 머스크는 다른 아이들과 달리 친구들과 노는 것보다 책을 읽는 것을 좋아했다. 다만, 학교 시스템에 회의를 느꼈고 수학이나 프로그래밍 같은 특정영역만을 편애했기 때문에 전반적인 학업 성적이 우수하지는 않았다고 한다. 그러다 보니 주변 친구들에게 폭행과 따돌림을 당하기도 했다고 한다. 머스크는 1989년, 남아프리카 공화국을 떠나 캐나다로 이주했는데, 당시 아파르트헤이트가 존재하였으며, 밴쿠버에서 토목관련 잡노동을 임시로 하였다고한다. 남아프리카 공화국의 백인 남성을 대상으로 한 징병제가 있었다. 그는 남아프리카 공화국 사회에서 복무하는 것은 좋은 방법이 아니라고 여겼다. 1989년 캐나다 온타리오 주 킹스턴에 있는 퀸스 대학교에 입학하여 경영학 공부를 하였고, 1992년에 펜실베이니아 대학교로 편입하여 와튼스쿨서 경제학을 공부하였다. 1995년 머스크는 스탠퍼드 대학교 박사 과정을 등록했다가 인터넷의 잠재성을 깨달은후 사업을 위해 스탠퍼드 대학교를 자퇴하고 실리콘 밸리로 이주하게 된다.

## 활동
영화 《아이언맨》의 제작 당시 토니 스타크 역을 맡은 로버트 다우니 주니어가 캐릭터를 구상할 때 모티브로 삼았던 인물이기도 하다. 현재의 대표 직함은 테슬라의 테크노킹과 스페이스X의 CEO이다.

## 역사
일론 머스크가 개발 중이었던 스타쉽의 SN20 우주선이 정지발사 시험에 성공하였다. 테슬라의 경영자인 일론 머스크가 자신의 재산의 2%를 기부하였다. 일론 머스크 경영자인 테슬라의 약 5조 9100억원의 주식을 처분하였다.

### Zip2
1995년, 일론 머스크와 그의 형제 킴벌 머스크는 인터넷을 기반으로 하는 지역 정보 제공 시스템인 Zip2를 창업했다. 그들은 뉴욕 타임즈, 시카고 트리뷴과 같은 신문사들을 대상으로 서비스를 제공했다.

### 페이팔
1999년(28), Zip2를 매각한 일론 머스크는 1000만 달러를 투자해 X.com이라는 회사를 창업했다. X.com은 온라인으로 금융 서비스를 제공하는 회사로, 1년 만에 경쟁사였던 콘피니티를 인수합병하게 된다. 2001년(30), 일론 머스크는 콘피니티의 일부였던 이메일을 통한 결제 서비스(페이팔)에 집중하기로 결정했고, 그에 따라 회사 이름도 X.com에서 페이팔로 바꾸게 된다. 그렇게 1년 후인 2002년(31)에 페이팔의 시가 총액은 6000만 달러를 웃돌았고, 눈독을 들이던 온라인 쇼핑몰 이베이가 페이팔을 15억 달러에 인수하게 된다. 그로 인해 일론 머스크는 1.65억 달러를 얻게 되었고, 그 돈은 이후 머스크가 다른 회사들을 창업하는 기반이 된다.

### 스페이스X

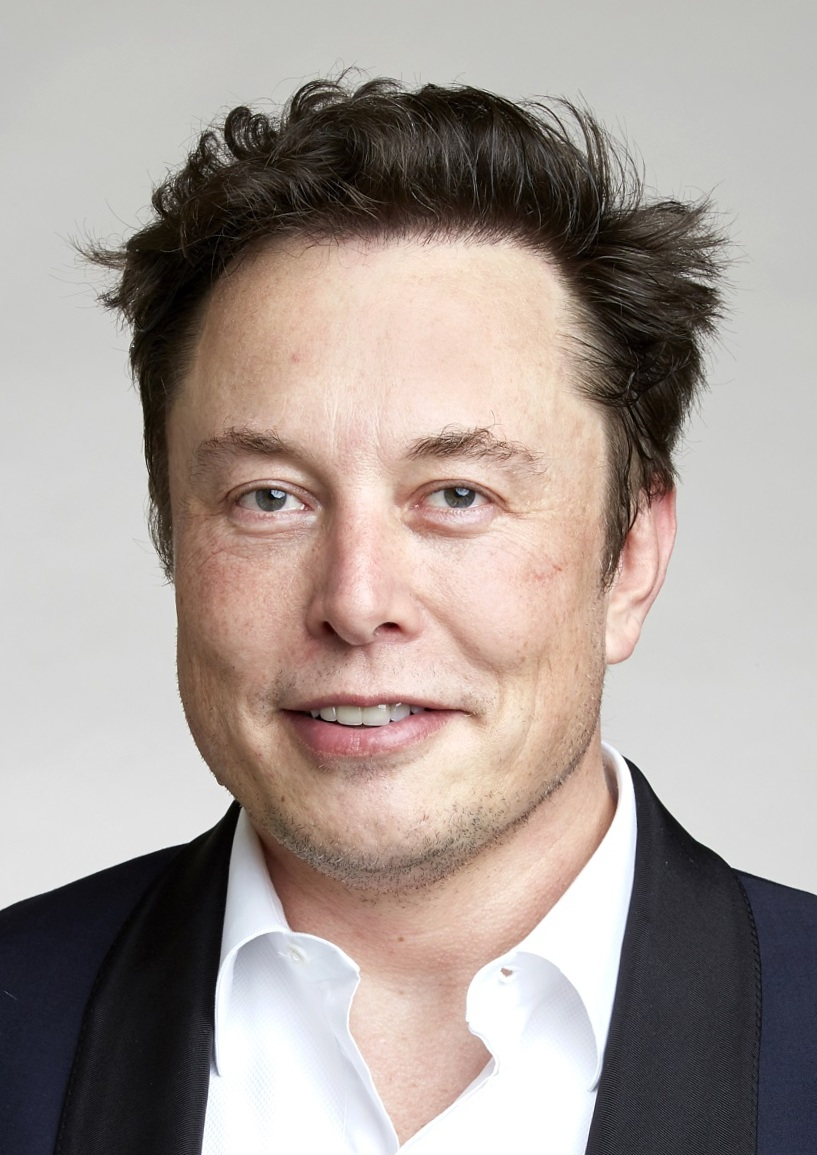
2018년 사진

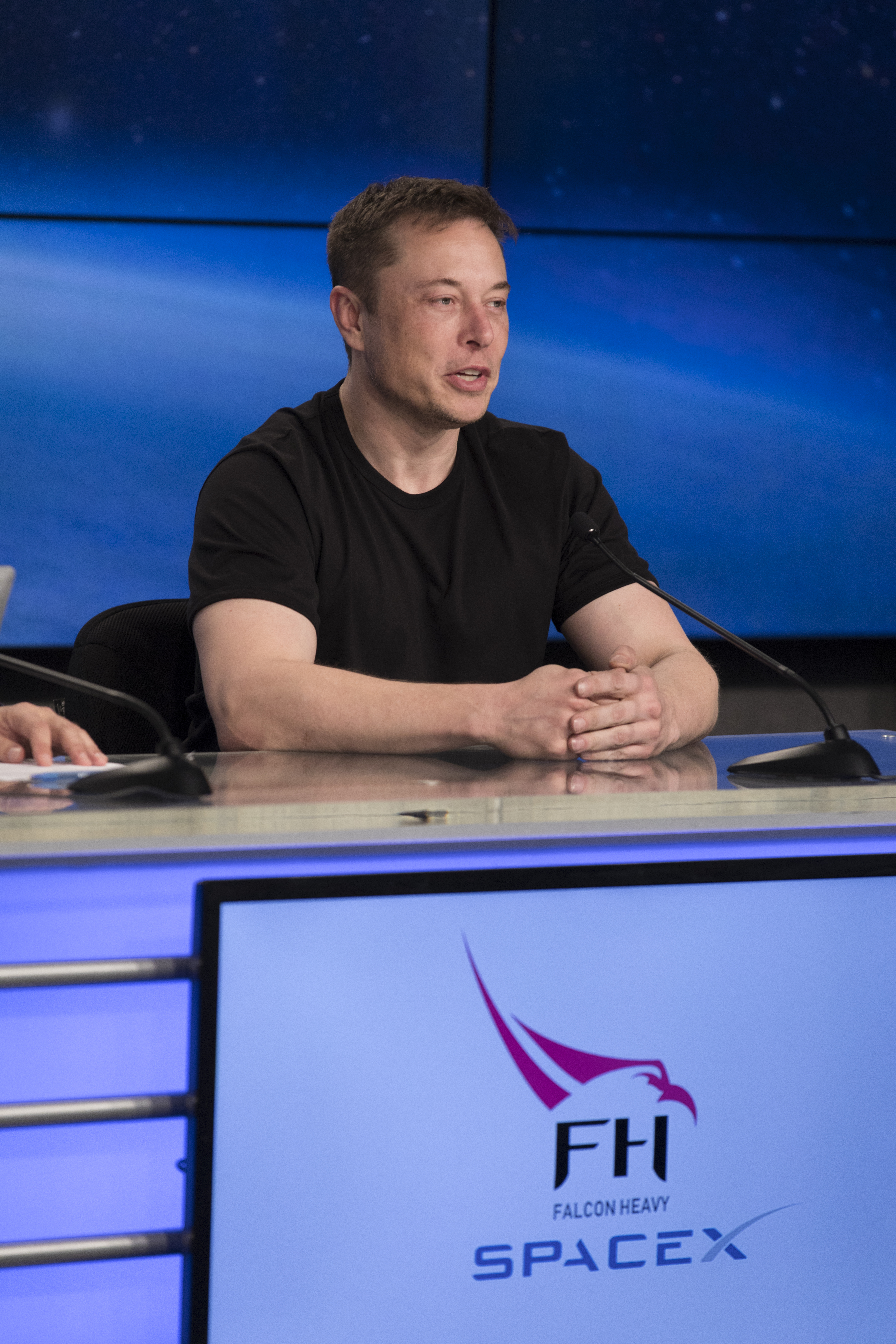
팰컨 헤비 발사를 성공적으로 마친 후 컨퍼런스에 참석한 일론 머스크

2002년 6월, 일론 머스크는 민간 우주 항공 기업인 스페이스X를 설립하였다. 그는 로켓 엔지니어인 톰 뮬러에게 로켓 추진 부서의 CTO를 맡겼고, 자신은 CEO겸 다른 분야의 CTO를 맡게 된다. 초기에는 직원수가 많지 않았지만 급격한 성장을 이루면서 2017년 4월에는 직원수가 약 6000명에 달했다. 머스크가 스페이스X를 설립하면서 세운 목표 중 하나는 우주선 발사 비용을 10분의 1로 줄이는 것이었다. 이를 위해 재활용 가능한 로켓 발사 시스템 개발을 진행하였고, 2015년에 최초로 1단 부스터를 지상에 착륙시키는 쾌거를 이루었다. 머스크의 또 다른 목표는 화성을 식민지화하여 사람이 살 수 있는 환경을 만들고 로켓을 통해 사람을 화성까지 운송하는 것이다. 이를 위해 개발하고 있는 로켓은 팰컨 헤비로, 2018년 2월 최초로 팰컨 헤비의 발사에 성공했고, 양쪽 1단 부스터를 모두 회수하는데에 성공했으며, 일론 머스크의 또 다른 회사인 테슬라의 로드스터를 우주로 보내는 데 성공했다.

### 테슬라

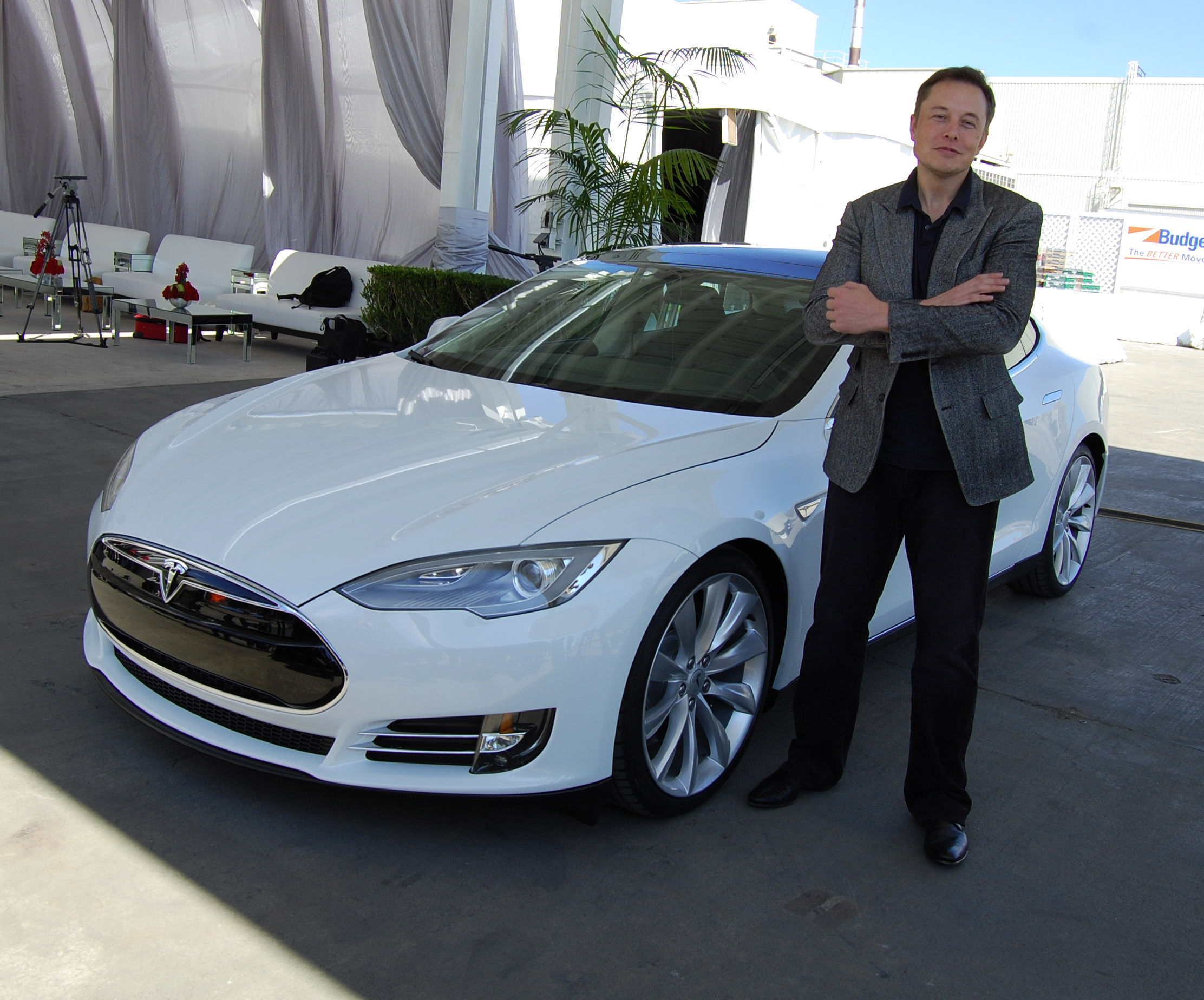
테슬라 모델S와 함께 서있는 일론 머스크

테슬라는 2003년 마틴 에버하드와 마크 타페닝이 창업한 회사로, 2004년 일론 머스크가 투자자로 참여했고, 초기 창업자들이 회사를 떠나면서 일론 머스크가 CEO가 되어 지금까지 회사를 이끌고 있다. 일론 머스크는 테슬라를 통해 전기차는 느리다는 편견을 깨려고 노력했고, 2024년 현재에는 세단 모델인 모델 S, SUV 모델인 모델 X, 준중형 모델인 모델 3 오프로드 모델인 사이버트럭까지 나온 상태이다. 기존의 전기차에 비해 배터리 용량도 크고, 충전 속도도 빨라 많은 사람들의 이목을 끌게 되었고, 반 자율주행 기술을 포함해서 많은 첨단 기술들이 적용된 덕분에 대표 모델인 모델 S는 프리미엄 전기차 세단이다.

### 솔라시티
2006년, 머스크는 그의 사촌들이한 태양광 발전 회사인 솔라시티에 초기 자금을 대주었고, 이사회 의장으로 활동하다 2016년 테슬라에서 솔라시티를 인수하게 된다. 솔라시티는 태양광 패널을 설치해 주거나 그로부터 얻은 에너지를 공급해 주는 일을 주로 하고 있고, 테슬라의 급속 충전소에 태양광 패널을 설치해 전기차에 전기를 공급해 주거나 가정용 전기 보관 시스템인 파워월을 제공하는 등 많은 방면으로 서비스를 제공하고 있다.

### 하이퍼루프
2013년 8월, 머스크는 진공 튜브 안에서 캡슐 형태의 고속열차가 움직이는 시스템인 하이퍼루프 콘셉트를 공개했다. 그 이후 테슬라와 스페이스X에서 공동으로 이 시스템에 대한 기초 개념을 설립했고, 그를 정리한 문서를 공개했다. 하이퍼루프는 최고 속력 1300km/h로 움직일 수 있고, 운행에 쓰이는 에너지는 100% 태양광 발전으로 생산되어 친환경 교통수단이기도 하다. 머스크는 2015년부터 진공 튜브 안에서 움직이는 캡슐을 디자인하고 테스트하는 대회를 열었으며, 최초로 만들어질 하이퍼루프는 뉴욕에서 워싱턴을 이동하는데 사용될 것이라고 이야기했다.

### 오픈AI
2015년 12월, 머스크는 비영리 인공지능 연구 기업인 오픈AI를 설립했다. 인공지능이 인간에게 유익한 방향으로 개발되고, 이용될 수 있도록 만드는 것이 가장 큰 목표이다.

### 뉴럴링크
2016년 12월, 머스크는 인간의 뇌와 컴퓨터의 연결을 연구하는 회사인 뉴럴링크를 공동 창업했다. 설립 목적은 인류 전체에 이익을 줄 수 있는 방향으로의 인공지능 개발이라는 부분에서 오픈AI와 목적이 유사하다고 할 수 있다.

### 더 보링 컴퍼니
2016년, 머스크는 터널을 만드는 회사인 더 보링 컴퍼니를 설립했다. 머스크는 로스엔젤레스 교통 체증의 해결 방안으로 2차원 교통 시스템을 3차원으로 확장해야 한다고 하였고, 하늘을 이용하는 것보다는 전철이 다니는 크기의 반을 뚫으면 비용이 절감되면서 얼마든지 원하는 깊이로 땅속을 뚫는 것이 효율적임을 입증하면서 땅 속에 터널을 만들어 차량을 분산시키는 것을 목표로 삼았다.

## 어록
- 정말 중요한 것이 생기면, 성공할 확률이 적을지라도 실행하라.(When something is important enough, you do it even if the odds are not in your favor.)

- 보통사람도 비범해지길 선택할 수 있다고 생각한다.(I think it is possible for ordinary people to choose to be extraordinary.)

- 인생은 문제를 해결하는데만 열중하지 말고, 매일 아침에 일어나 살아갈 이유를 찾아야 한다.(Life can't just be about solving problems, there needs to be reasons you want to get up in the morning and live.)

- 저는 분석에 대한 물리학적 접근법을 운용하고 있습니다. 여러분은 어떤 특정 분야의 첫 번째 원칙이나 근본적인 진실로 요약하고 거기에서 추론합니다.(I operate on the physics approach to analysis. You boil things down to the first principles or fundamental truths in a particular area and then you reason up from there.)

## 약력
- 2002년 스페이스 X 설립
- 2003년 테슬라 설립

## 일화
- 머스크는 2017년 테드 강연에서 더 보링 컴퍼니에 대해 자신은 이 프로젝트에 2-3%의 시간을 투자하고 있고 개인적인 취미로 삼고 있다고 이야기했다.
- 머스크는 다른 완성차 업계의 전기자동차 개발을 장려하기 위해 테슬라의 기술 특허를 일부 공개하기도 했다.
- 2020년 5월 24일 일론 머스크의 여자 친구인 그라임스 씨는 자신의 트위터에 2020년 5월 4일 출생한 자신의 아이의 이름을 'X Æ A-Xⅱ'로 짓기로 결정했다고 밝혔다.
- 코인 시장에서 머스크의 영향력은 엄청나다. 도지코인에 대해 머스크가 극찬했을 때 상승했지만 머스크가 손절한다는 발언을 하자 폭락했다.

## 개인적인 관점
- 인공지능이 인류에 가장 큰 실존적인 위협이라고 주장하며 터미네이터 (영화)에 나오는 인공지능 괴물처럼 인류종말을 경고하였으며 이에 대해 정부가 안전한 계발을 규제해야 한다고 주장하였다.
- 기후 변화가 인공지능 다음으로 인류에 가장 큰 위협을 준다고 주장했다.
- 화성식민지를 오랫동안 주장하였다. 그는 화성을 이용하기 위해 핵무기를 사용할 수 있다고 주장하였다.
- 그는 출산율 감소로 인한 인구 감소가 인류에 가장 큰 위협 중 하나라고 주장하였다.
- 2016년 대선에는 힐러리 클린턴을 2020년 민주당 경선에는 기본소득을 주장한 앤드루 양을, 2020년 대선에서는 조 바이든을 선택했고, 2024년 대선에는 도널드 트럼프를 지지하고 있다.
- '억만장자 세금'에 반대하며 버니 샌더스나 알렉산드리아 오카시오코르테스, 엘리자베스 워런과는 대립각을 세웠다.

## 관련 서적
- 《일론 머스크, 미래의 설계자》, 애슐리 반스 저, 김영사, 2015, ISBN 978-89-349-7101-6
- 〈엘론 머스크, 대담한 도전 = (The) ambition of Elon Musk : '아이언맨'의 실제 모델, 미래를 바꾸는 천재 경영자〉, 저자 : 다케우치 가즈마사, 옮긴이 : 이수형, 출판사 : 비즈니스북스, 출판 년도 : 2014년